# Пляж ду Норте (Назаре)

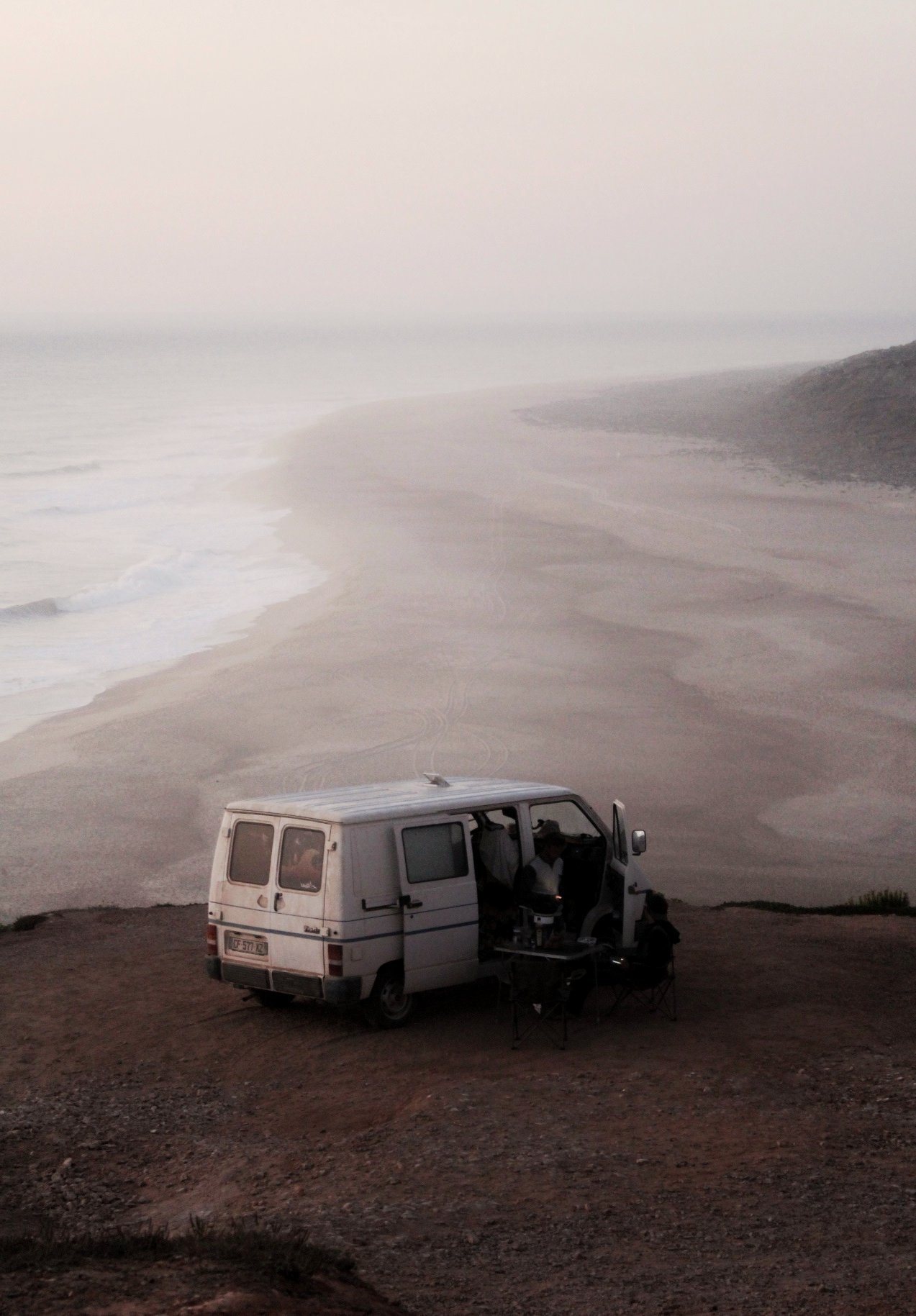
Пляж

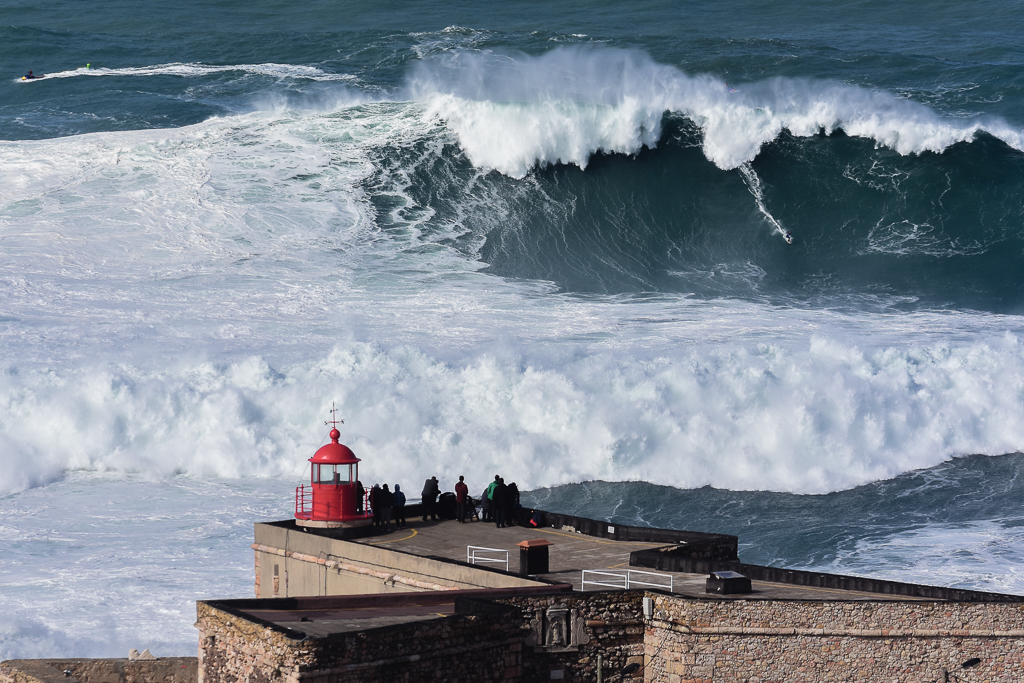
Серфер на хвилі пляжу ду Норте

39°36′16″ пн. ш. 9°05′08″ зх. д. / 39.604416666667° пн. ш. 9.0855833333333° зх. д.
Пляж ду Норте (порт. Praia do Norte Північний пляж) — пляж, розташований у Назаре, Португалія, який завдяки своїм гігантським білим хвилям, славиться як ідеальне місце серфінгу. Хвилі Назаре занесені до Книги рекордів Гіннеса як найбільші, на яких коли-небудь займалися серфінгом.

## Огляд
Дуже високі хвилі пляжу ду Норте утворюються через наявність підводного каньйону Назаре. Каньйон створює перешкоди, які, як правило, роблять хвилі значно більшими.
У листопаді 2011 року серфер Гаррет Макнамара, який проживає на Гаваях, побив світовий рекорд із серфінгу на гігантських хвилях: 23,8 метрів заввишки на пляжі ду Норте в Назаре, Португалія. 28 січня 2013 року Макнамара повернувся на місце і успішно засерфив хвилю, яка виявилася ще більшою, але чекає офіційного вимірювання.
8 листопада 2017 року бразильський серфер Родріго Кокса побив попередній рекорд у серфінгу на 24,4 метровій хвилі на пляжі ду Норте, яка була знята у відеоролику, який виявився вірусним у соціальних мережах.

## Галерея

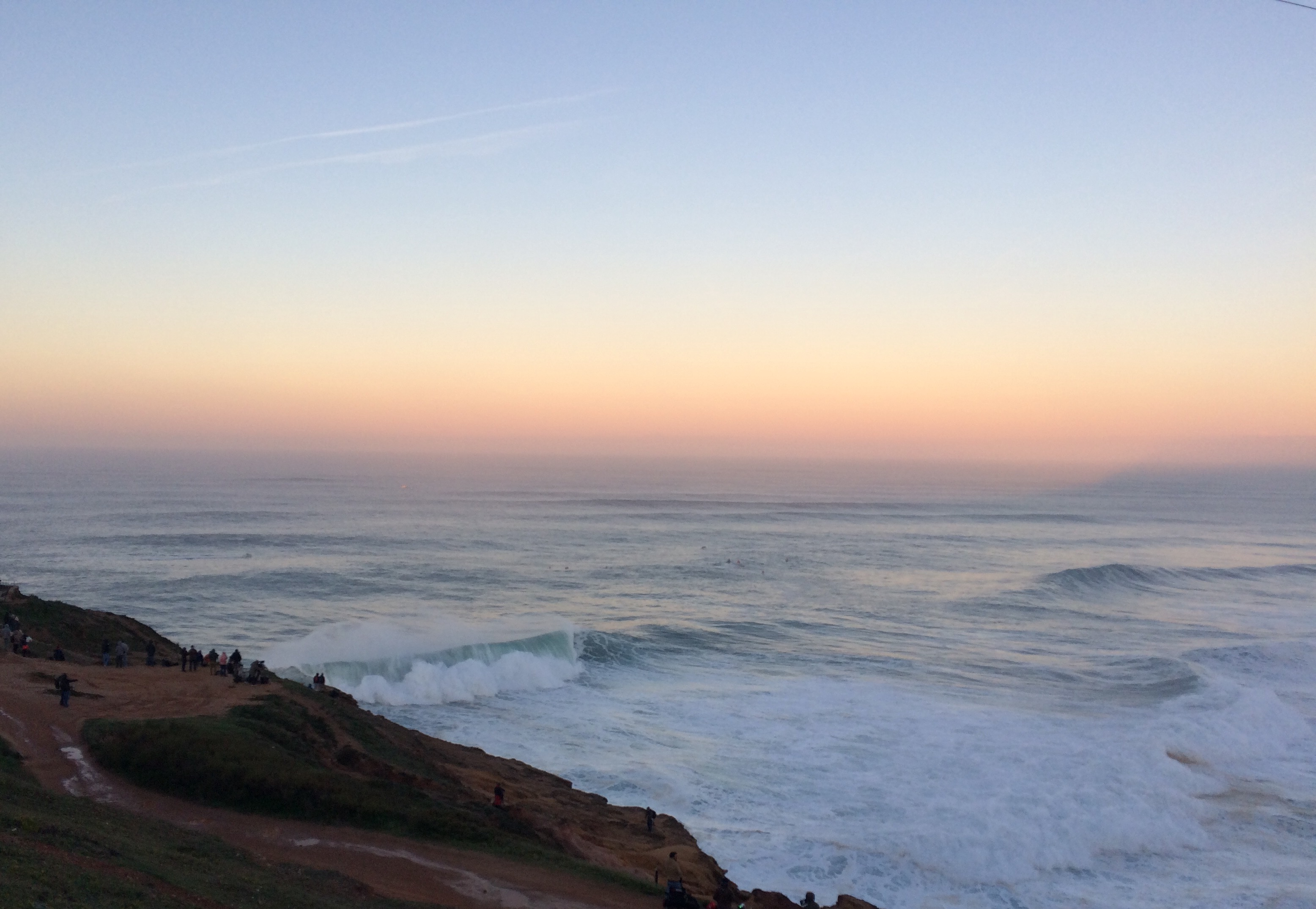
Після заходу сонця влітку
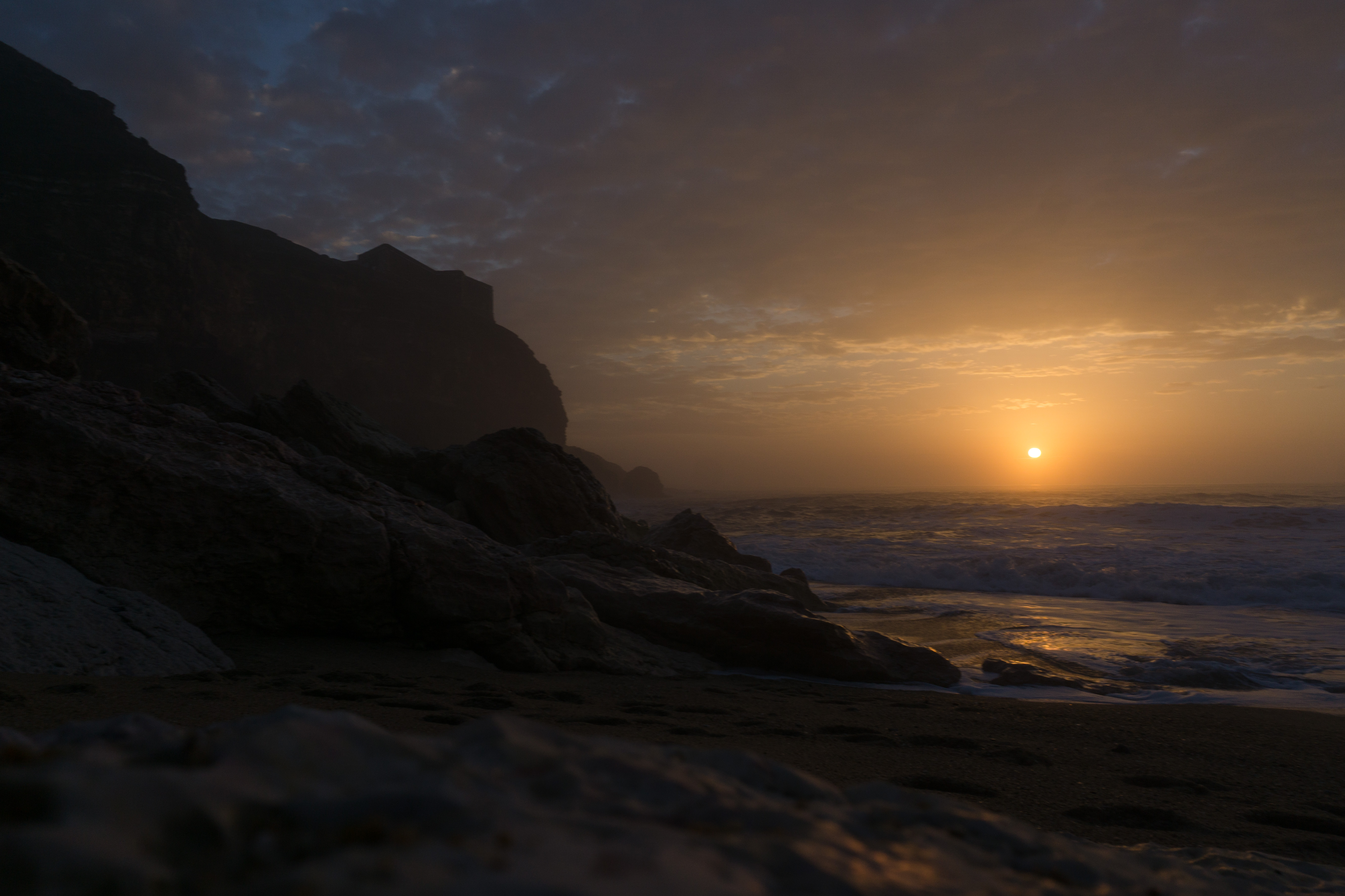
Захід сонця у листопаді
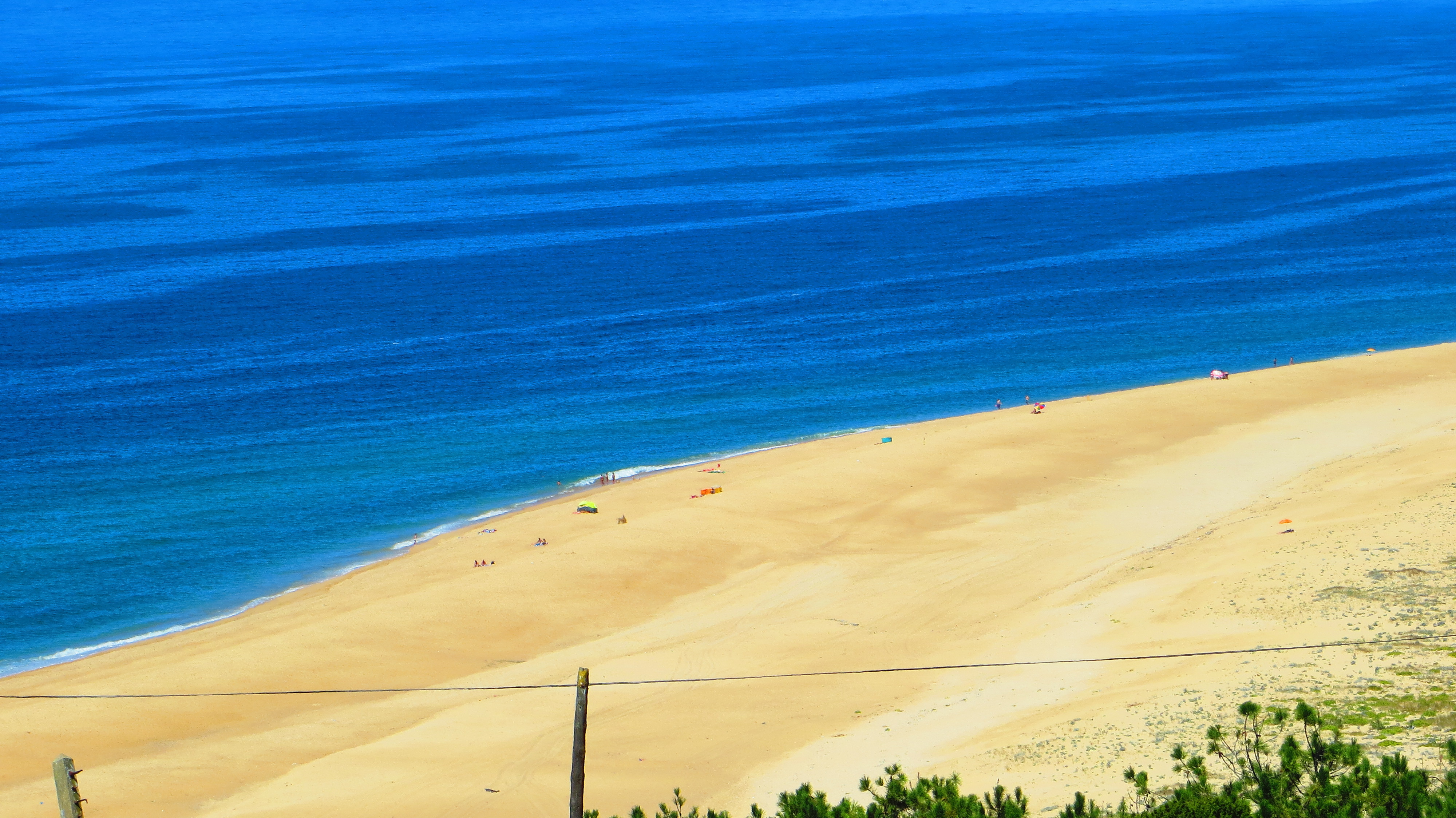
Пляж
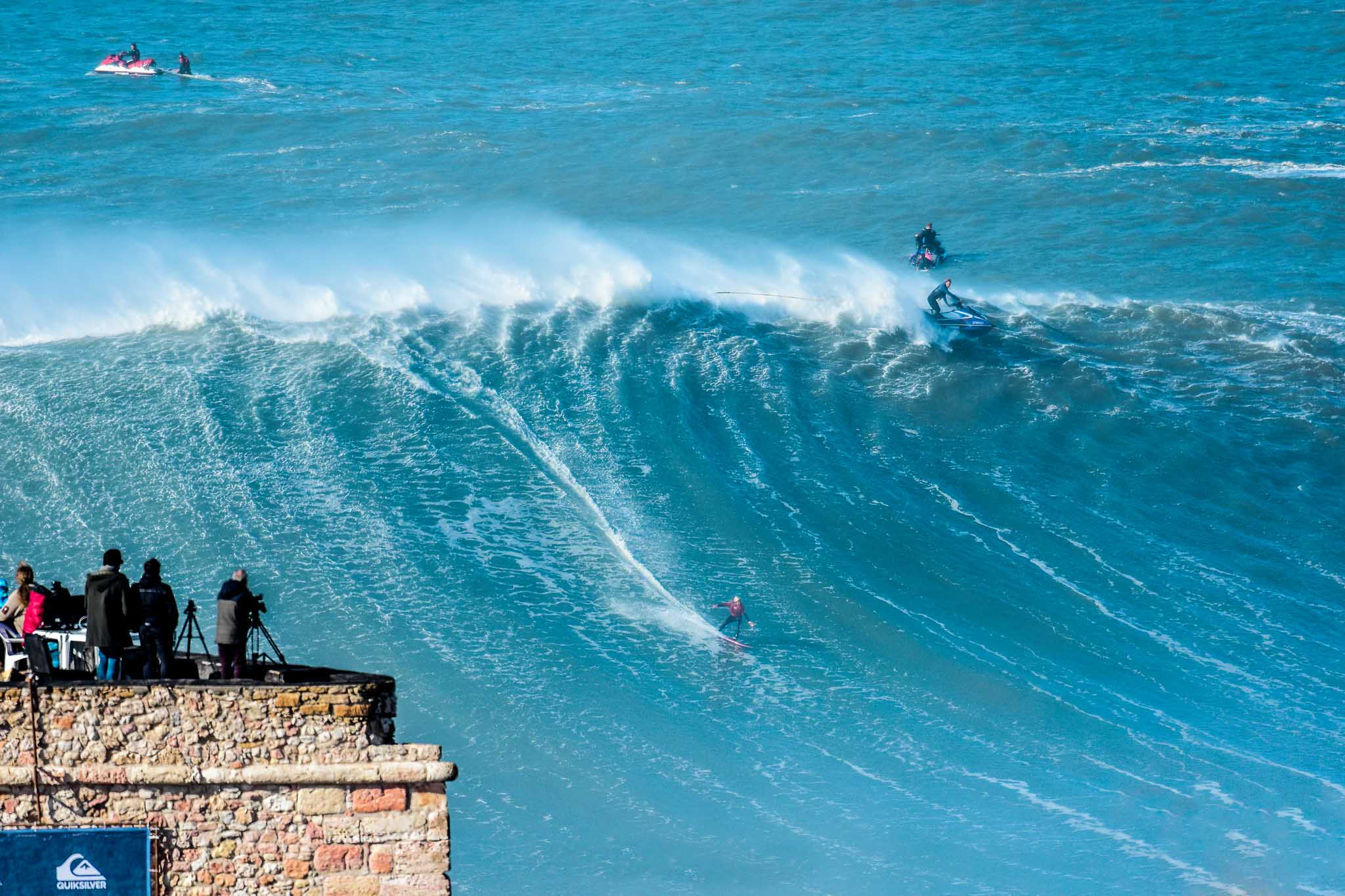
Серфери
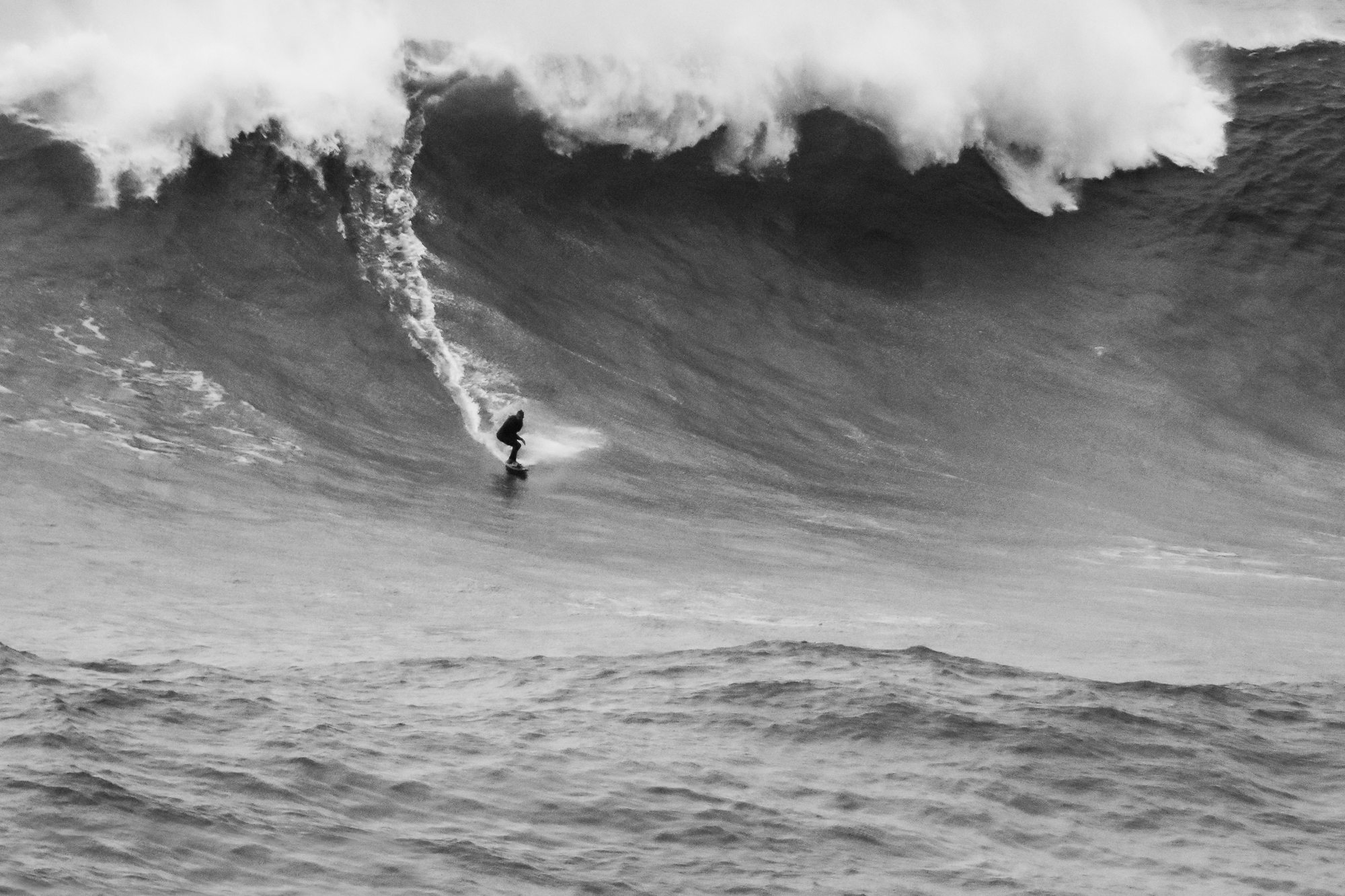
Серфер
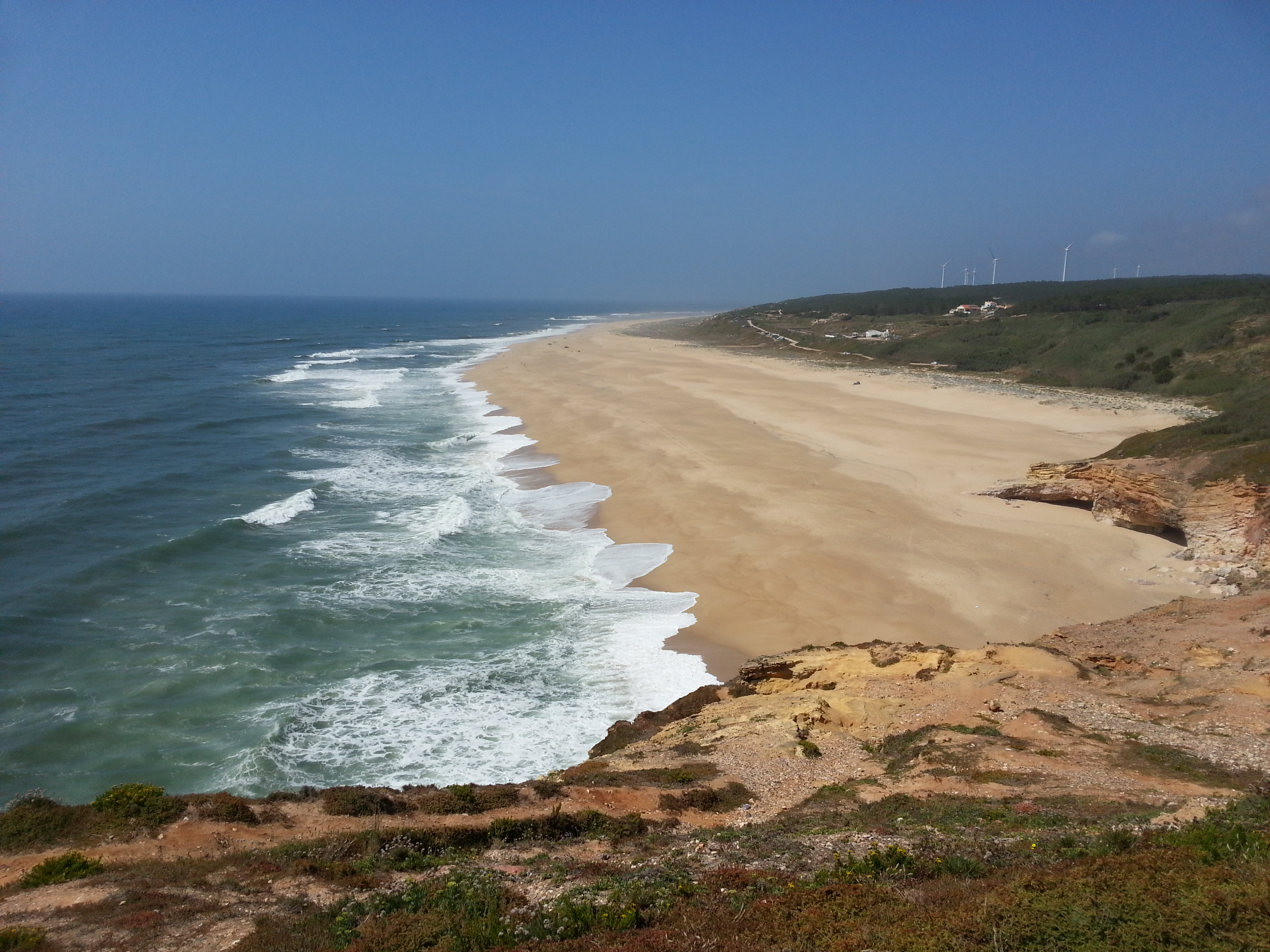
Пляж, вдалині видно ВЕС
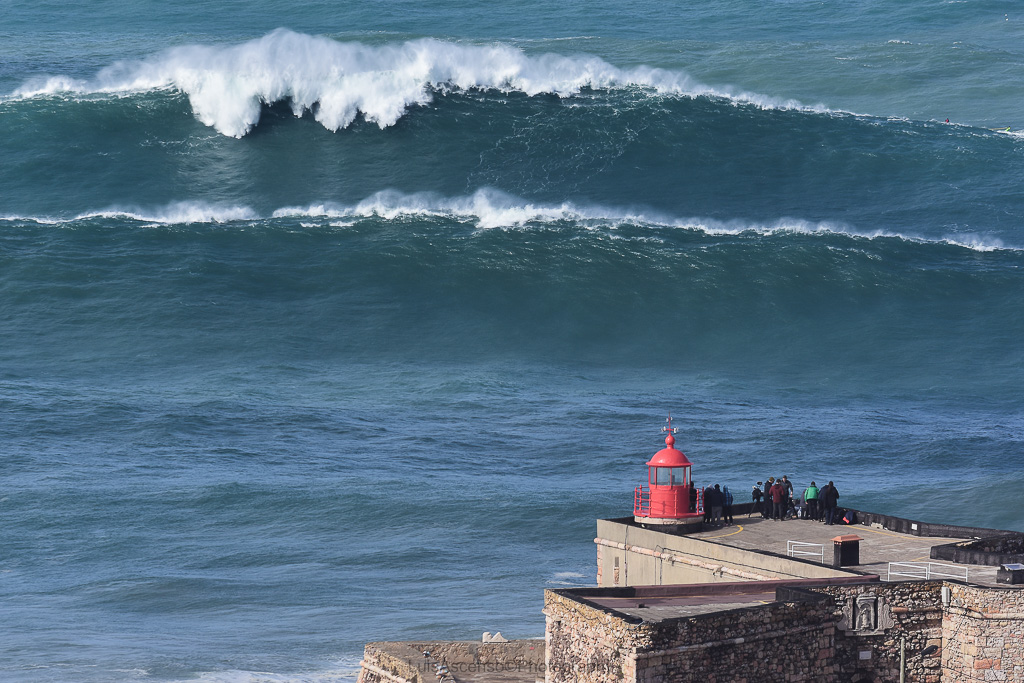